# Скоблов, Степан Васильевич
Степан Васильевич Скоблов (1919—1943) — один из руководителей подпольной молодёжной группы Будённовского района в период оккупации города Донецка немецкими войсками.

## Биография
Родился в 1919 году. Учился в школе № 68 (сейчас это школа № 139 Пролетарского района Донецка), затем работал в ней пионервожатым. Служил в Красной Армии, во время службы стал кандидатом в члены Коммунистической партии Советского Союза. После начала Великой Отечественной войны получил задание от областного комитета партии и штаба Южного фронта организовать диверсионные группы и сбор оружия для партизан в Будённовском районе. После встречи с Саввой Григорьевичем Матёкиным в ноябре 1941 года создали совместно Будёновскую патриотическую подпольно-партизанскую организацию, которая вела антифашистскую пропаганду и диверсионные действия на промышленных предприятиях и железнодорожном транспорте. Также в подпольной группе участвовали младший брат Николай Скоблов (1926 г. р.) и младшая сестра Александра Скоблова (1923 г. р).
В подпольной организации Скоблов был одним из руководителей штаба и руководил изготовлением и распространением листовок, а также приобретением штампов оккупационных властей. Кроме того Степан Скоблов устроился ночным сторожем на один из складов, чтобы по возможности вредить немцам. 22 ноября 1941 года были выпущены первые тридцать листовок с призывом борьбы против немецких оккупантов. В феврале 1942 года Скобловым был создан типографский станок с резиновым шрифтом после чего группа увеличила количество распространяемых листовок.
В начале 1942 года Скоблов, Орлов и Гончаренко проникли в расположение воинской части, сняли часового и добыли 6 винтовок и 3 ящика с патронами. Группа из 5 подпольщиков включая Скоблова и Орлова около станции Доля совершила нападение на немецкий обоз, было убито 10 сопровождавших противников и добыто 2 ящика гранат, 10 автоматов и 11 пистолетов.
После смерти Саввы Григорьевича Матёкина, совместно с Борисом Ивановичем Орловым возглавил организацию. Скоблов устроился работать на Будённовский рудник.
В мае 1943 года было арестовано основное ядро организации во главе со Скобловым. Расстрелян немцами в 1943 году, после пыток. Перед смертью оставил надпись на стене тюремной камеры:

Прощайте, дорогие друзья! Я умираю на 24-м году жизни… В застенках немецкого гестапо последние минуты своей жизни я доживаю гордо и смело. В эти короткие, слишком короткие минуты я вкладываю целые годы, целые десятки недожитых лет, в эти минуты я хочу быть самым счастливым человеком в мире, ибо моя жизнь закончилась в борьбе за общечеловеческое счастье…
Прощайте, дорогие друзья, навсегда прощайте!

После смерти Степана Скоблова подпольной организацией руководил его брат Николай Скоблов.
В честь Скоблова названа улица в Донецке. В 1957 году в Донецке был поставлен памятник «Непокорённые» в честь Степана Васильевича Скоблова, а также других руководителей Авдотьино-Будённовской подпольной группы Саввы Григорьевича Матёкина и Бориса Ивановича Орлова. Скульптор Владимир Макарович Костин.
В 1975 году донецкий горком партии выдвигал кандидатуру Степана Скоблова вместе с Саввой Матёкиным, Борисом Орловым и Павлом Колодиным на присвоение им посмертно звания Героя Советского Союза, но они не были награждены.